# Kungliga Vetenskapsakademien

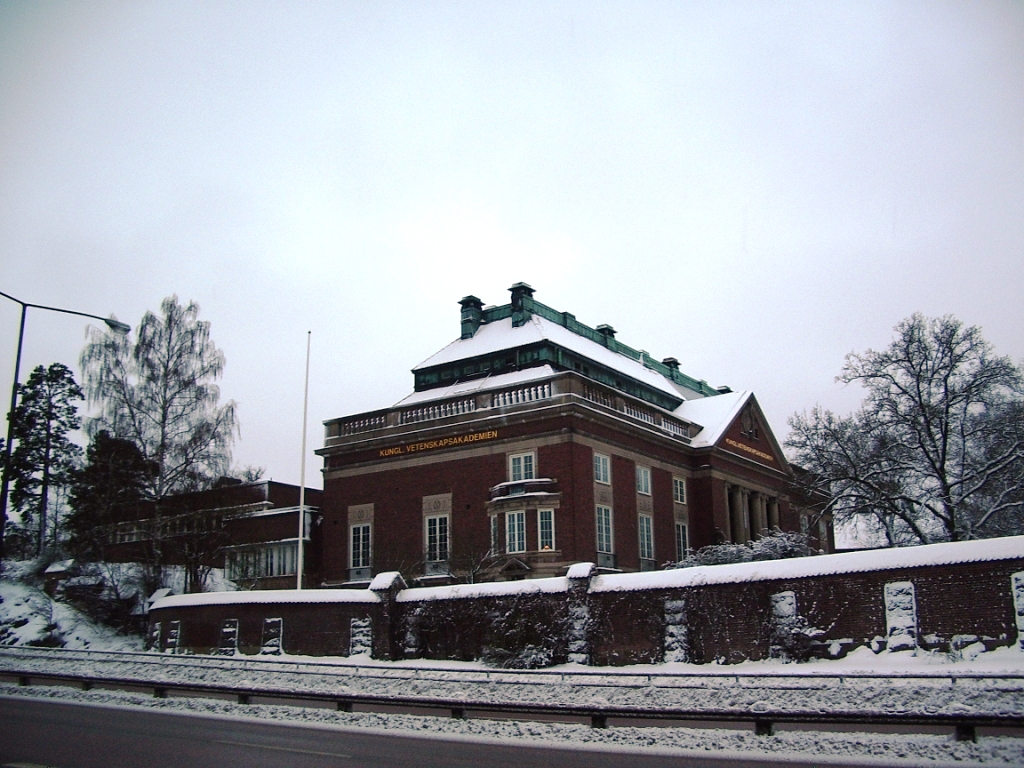
Kungl. Vetenskapsakademien

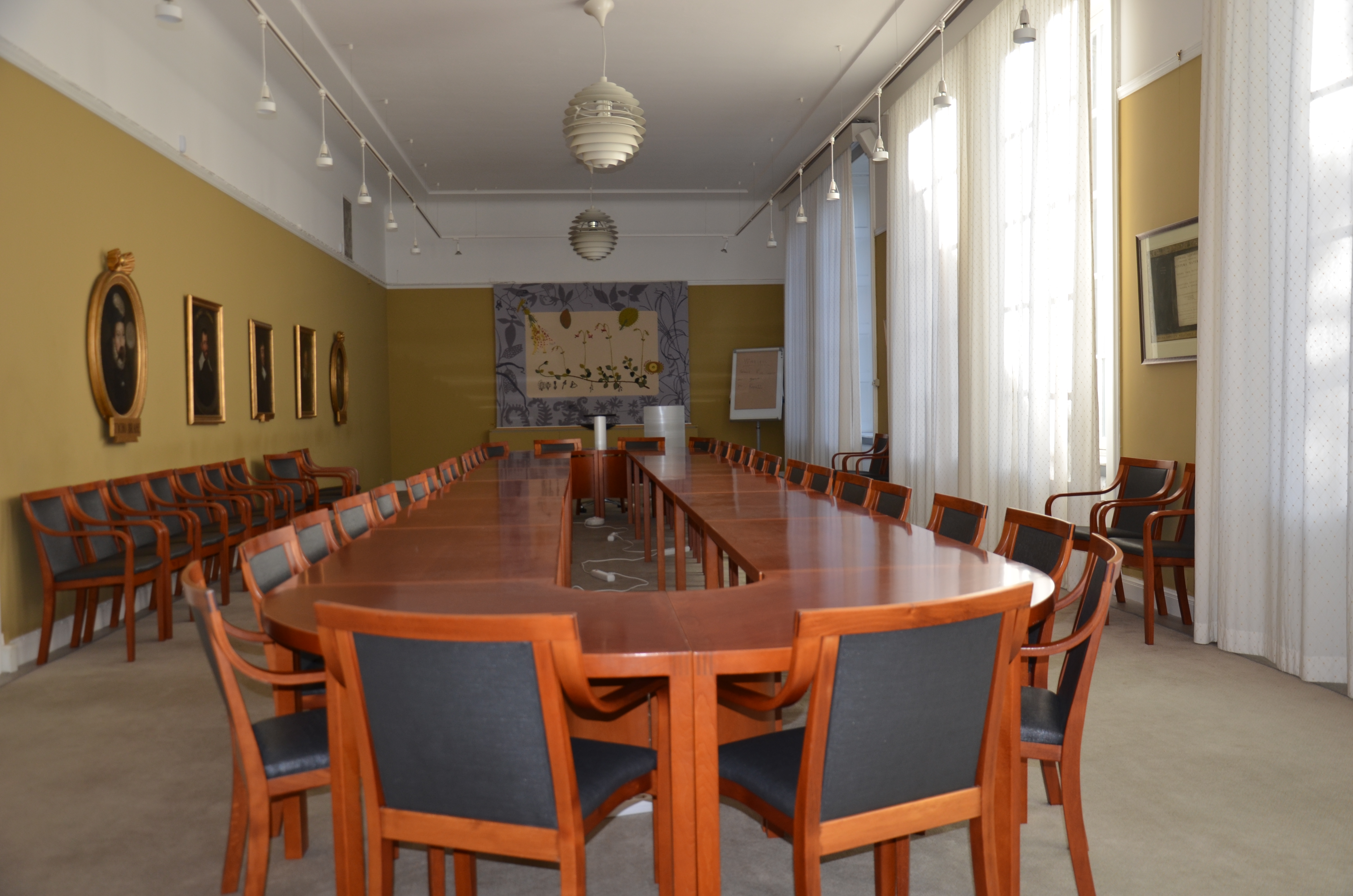
Linnésalen på Vetenskapsakademien

Kungliga Vetenskapsakademien stiftades den 2 juni 1739 och är en oberoende organisation som har till uppgift att främja vetenskaperna och stärka deras inflytande i samhället. Akademien tar särskilt ansvar för naturvetenskap och matematik, men strävar efter att öka utbytet mellan olika discipliner.

## Verksamhet
Syftet för Akademien är i huvudsak att
- sprida kunskap om rön och problem inom aktuell forskning
- delta i samhällsdebatten på vetenskaplig grund
- verka för att utbildning och forskning ges goda villkor
- dela ut priser, belöningar, forskningsbidrag och stipendier, samt
- driva vetenskapliga institut och projekt av betydelse för vetenskapen.

Vetenskapsakademien är juridiskt en offentligrättslig korporation. Dess stadgar, de s.k. grundreglerna, fastställdes av kung Fredrik I den 31 mars 1741, och har reviderats upprepade gånger under historien. De nu aktuella grundreglerna fastställdes av regeringen den 14 november 2019. 
Årligen beslutar akademien om Nobelprisen i fysik och kemi, Sveriges riksbanks pris i ekonomisk vetenskap till Alfred Nobels minne, Crafoordpriset, Sjöbergpriset samt ett antal andra stora priser. Akademien håller nära kontakt med utländska akademier och lärda samfund och med internationella vetenskapliga organisationer samt främjar även i övrigt internationellt vetenskapligt samarbete. Vetenskapsakademien är belägen inom Kungliga Nationalstadsparken.

## Historik
Kungl. Vetenskapsakademien grundades 2 juni 1739 efter utländska förebilder av sex vetenskapsmän och politiker: Jonas Alströmer, Anders Johan von Höpken, Sten Carl Bielke, Carl Linnaeus (senare von Linné), Mårten Triewald och Carl Wilhelm Cederhielm. De första att väljas in i akademien efter dess grundande blev Anders Celsius och Samuel Klingenstierna, även om Nils Reuterholm blev den första att under högtidliga former introduceras i akademien. De konstituerande medlemmarna var huvudsakligen medlemmar av hattpartiet, som stred för merkantilismen, och vetenskapsmän, som var påverkade av upplysningen, och det fanns till en början planer på att kalla akademien för en "ekonomisk akademi"; syftet med dess instiftande var att gynna vad som var praktiskt och ekonomiskt. Därför utgavs också Vetenskapsakademiens Handlingar på svenska, och inte på latin, som var det språk som vetenskapliga skrifter vanligen författades på under denna tid. Detta gällde exempelvis den då redan existerande Kungliga Vetenskaps-Societeten i Uppsala, som publicerade på latin ända fram till 1863.
Från 1745 valde akademien också in utländska ledamöter. 1762 infördes de första bestämmelserna om begränsning av antalet ledamöter, som då sattes till 100. 1798 infördes indelning av ledamöterna i sju klasser, och antalet utländska ledamöter begränsades till 75. Sedan 1973 gäller regeln att antalsbegränsningen enbart tillämpas på ledamöter under 65 års ålder.
Från grundandet 1739 till slutet av år 2008 hade sammanlagt 2803 ledamöter valts in, varav 1578 som svenska och 1225 som utländska ledamöter. Varje ledamot tilldelas ett löpande ledamotsnummer, och två separata nummerserier används för svenska och utländska ledamöter. Före 1809 valdes ledamöter från östra rikshalvan, Finland, in som svenska ledamöter och under Svensk-norska unionen 1814–1905 valdes svenska och norska ledamöter in i samma kategori.
Akademien hade först sina möten i Riddarhuset. Efter en ambulerande tillvaro inköptes 1778 det så kallade "Lefebureska huset" på Stora Nygatan,.  1828 flyttade Akademien till det Westmanska palatset vid Adolf Fredriks kyrka. Sedan 1915 finns akademien i de nuvarande lokalerna i Frescati. Lokalerna är ritade av Axel Anderberg.

### Ledamotsantalets utveckling
| År   | Svenska ledamöter | Svenska ledamöter                         | Utländska ledamöter antal | Utländska ledamöter antal |
| År   | högsta antal      | gäller enbart ledamöter upp till ålder av | Utländska ledamöter antal | Utländska ledamöter antal |
| ---- | ----------------- | ----------------------------------------- | ------------------------- | ------------------------- |
| 1739 | ingen begränsning | -                                         | förekom ej                |                           |
| 1745 | ingen begränsning | -                                         | ingen begränsning         |                           |
| 1762 | 100               | -                                         | ingen begränsning         |                           |
| 1798 | 100               | -                                         | 75                        |                           |
| 1904 | 100               | -                                         | 100                       |                           |
| 1938 | 130               | 70 år                                     | 100                       |                           |
| 1947 | 140               | 70 år                                     | 108                       |                           |
| 1973 | ?                 | 65 år                                     | ?                         |                           |
| idag | 175               | 65 år                                     | 175                       |                           |

## Organisation

### Ledamöter
Vetenskapsakademien utgörs av dess ledamöter. Idag finns cirka 470 svenska ledamöter, varav 175 får vara under 65 år, och cirka 175 utländska. De delas in i tio klasser: matematik, astronomi och rymdvetenskap, fysik, kemi, geovetenskaper, biologiska vetenskaper, medicinska vetenskaper, tekniska vetenskaper, samhällsvetenskaper och en klass för humaniora och "för framstående förtjänst om vetenskap".

### Ledning
Preses är Akademiens ordförande och leder dess sammanträden. Preses och de tre vice presides är valda på treårsmandat. Ständiga sekreteraren är Akademiens verkställande ledamot och ansvarar för Akademiens organisation, den löpande förvaltningen och genomförandet av de beslut som fattats av Akademien. 
Akademiens ledning består för närvarande av (augusti 2024):
- Preses: Birgitta Henriques Normark
- 1:e vice preses: Sven Lidin
- 2:e vice preses: Per Strömberg
- 3:e vice preses: Ulf Ellervik
- Ständig sekreterare: Hans Ellegren

### Kommittéer
Akademiens arbete är i hög grad baserat på dess tio klasser och på dess forskningsinstitut. För frågor som kräver bred vetenskaplig kompetens finns särskilda kommittéer och utskott. Akademien har fem permanenta kommittéer som arbetar med några av akademiens mest centrala verksamheter:
- Kommittén för forskningspolitiska frågor
- Kommittén för hälsofrågor
- Kommittén för internationella frågor
- Kommittén för miljö och energi
- Kommittén för utbildning

Akademien driver också Akademiernas kommitté för mänskliga rättigheter, som består av representanter från Kungl. Vetenskapsakademien, Kungl. Vitterhets Historie och Antikvitets Akademien, Svenska Akademien och Sveriges unga akademi.

### Kansli
Till sitt förfogande har akademien ett kansli med ett 40-tal anställda och med den ständiga sekreteraren som chef. Kansliet svarar bland mycket annat för kommunikation, administration, ekonomi och programverksamhet.

### Institut
Vetenskapsakademien bedriver forskningsverksamhet vid ett antal forskningsinstitut. Bergianska stiftelsen, en botanisk forskningsinstitution belägen i Bergianska trädgården i Stockholm; Beijerinstitutet för ekologisk ekonomi som fokuserar på samspelet mellan ekologiska system och social samt ekonomisk utveckling; Institut Mittag-Leffler, ett internationellt institut för matematik; samt Centrum för vetenskapshistoria som förvaltar akademiens arkiv, instrumentsamlingar och Nobelarkiv.
Genom åren har ett stort antal forskningsinstitutioner grundats på initiativ av akademien och efter hand knoppats av, till exempel SMHI, Kristinebergs marina forskningsstation, Abisko naturvetenskapliga station, Institutet för solfysik och Institutet för rymdfysik. Naturhistoriska riksmuseet utvecklades från Akademiens naturaliesamlingar, och  administrerades av Akademien från starten 1819 till 1965.

### Nationalkommittéer
Vetenskapsakademien är huvudman för 18 svenska nationalkommittéer som ska främja forskning och utbildning inom sina respektive områden. De representerar också Sverige i de internationella vetenskapliga unioner som ingår i International Science Council.
- Nationalkommittén för astronomi
- Nationalkommittén för biologi
- Nationalkommittén för farmalogi, fysiologi och neurovetenskap
- Nationalkommittén för fysik
- Nationalkommittén för geofysik
- Nationalkommittén för geografi
- Nationalkommittén för geologi
- Nationalkommittén för globala miljöförändringar
- Nationalkommittén för kemi
- Nationalkommittén för logik, metodologi och filosofi
- Nationalkommittén för matematik
- Nationalkommittén för mekanik
- Nationalkommittén för molekylära biovetenskaper
- Nationalkommittén för nutrition och livsmedelsvetenskap
- Nationalkommittén för psykologi
- Nationalkommittén för radiovetenskap, SNRV,  som bland annat representerar Sverige inom Union Radio-Scientifique Internationale (URSI)
- Nationalkommittén för strålskyddsforskning
- Nationalkommittén för teknik- och vetenskapshistoria

### Tidskrifter
Vetenskapsakademien ger själva, och i samarbete med andra akademier, ut ett antal vetenskapliga tidskrifter.
- Acta Mathematica
- Acta Zoologica
- Ambio
- Arkiv för matematik
- Zoologica Scripta

## Priser

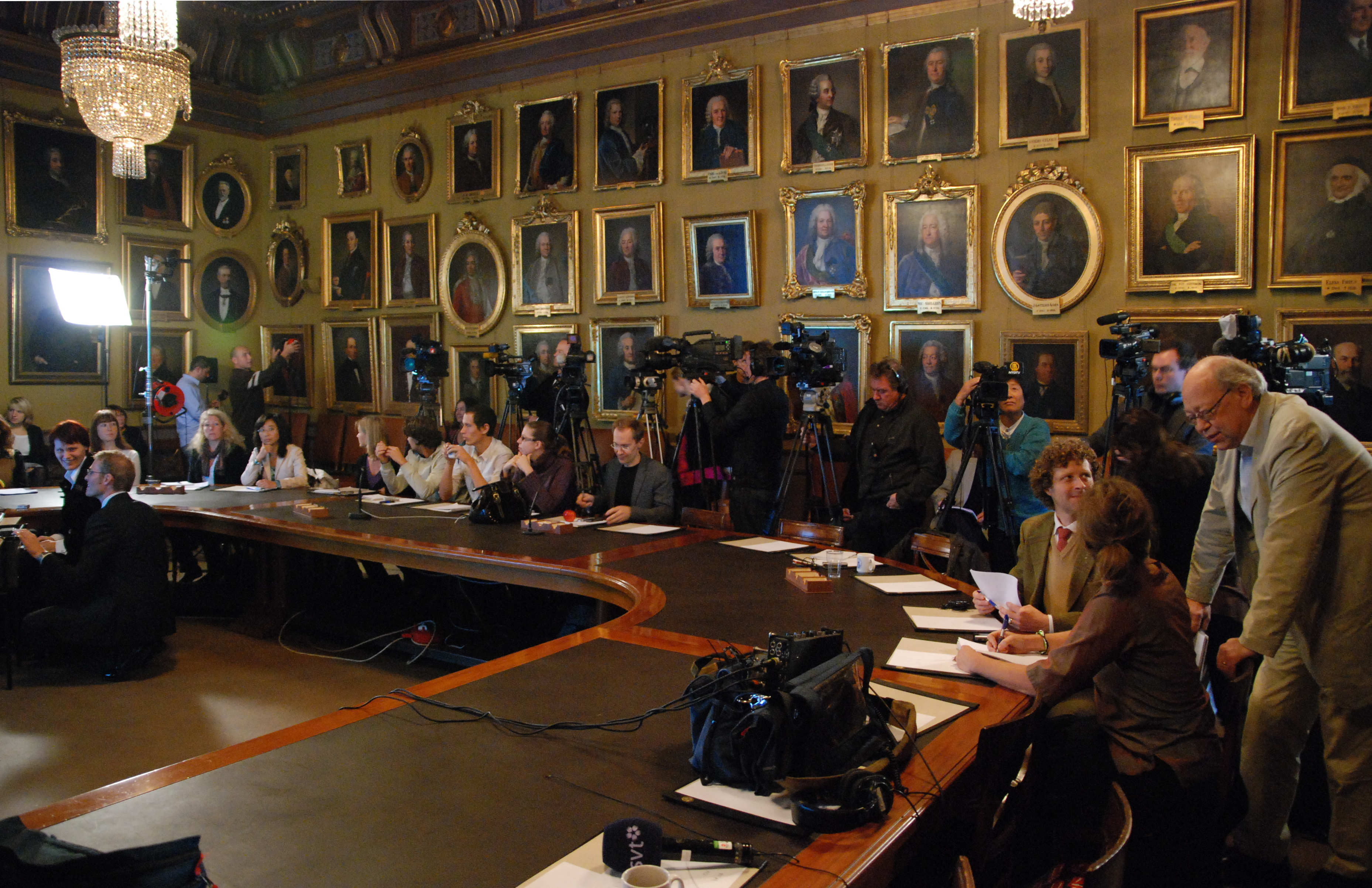
Presskonferens i Sessionssalen på Vetenskapsakademien.

Vetenskapsakademien delar årligen ut ett stort antal priser. De mest kända är Nobelprisen i fysik och i kemi, Sveriges riksbanks pris i ekonomisk vetenskap till Alfred Nobels minne, Crafoordpriset och Sjöbergpriset. Arbetet med att utse Nobelpristagare sker i akademiens olika Nobelkommittéer.

### Övriga priser och medaljer
Vetenskapsakademien delar även ut ett stort antal övriga priser och medaljer i form av:
- Äldre Linnémedaljen i guld: Utdelas såsom belöning för förtjänster inom akademien eller akademiens institutioner.
- Stora Linnémedaljen i guld: Utdelas vart tredje år till någon synnerligen förtjänt svensk eller utländsk forskare på botanikens eller zoologiens område.
- Letterstedtska medaljen i guld.
- Berzeliusmedaljen i guld.
- Carl XVI Gustafs medalj, "Pro Mundo Habitabili": Utdelas till svensk eller utländsk person för framstående insats gällande miljövård i vid bemärkelse eller för upplysande skrift i detta ämne.
- von-Höpkenmedaljen i guld: Utdelas som belöning för utomordentliga förtjänster inom akademien eller de vetenskaper som omfattas av akademiens verksamhet.
- Adelsköldska medaljen: För någon uppfinning eller arbete inom tekniska vetenskaper.
- Arnbergska priset: Belöning för gott arbete i någon av de tekniska, ekonomiska eller statistiska vetenskaperna.
- Svante Arrheniusmedaljen: Till svensk eller utländsk vetenskapsman, som utfört banbrytande forskning inom fysik eller kemi.
- Beijerstiftelsens Lärarpris till Ingvar Lindqvists minne: Lärarpris för pedagogiska insatser inom matematik, fysik, kemi, biologi, naturvetenskap och NO.
- Sture Centerwalls pris: Belöning till personer som i naturskyddslagens anda gjort sig förtjänta om djurlivets fortbestånd i Sverige.
- Edlundska priset: För forskningsarbeten inom matematik, astronomi, fysik eller kemi.
- Gregori Aminoffs pris: Belönar ett dokumenterat, individuellt bidrag inom det kristallografiska området.
- Göran Gustafssonprisen: Fleråriga anslag till forskare i Sverige inom matematik, fysik, kemi, molekylärbiologi och medicin.
- Hilda och Alfred Erikssons pris: För framstående forskningsinsats "för lindring av sjukdomar både på människor och djur".
- Flormanska belöningen: För en tryckt avhandling över ett fysiologiskt eller anatomiskt ämne.
- Letterstedtska författarpriset: För något originalarbete inom vetenskapens, litteraturens eller konstens område.
- Letterstedtska priset för översättningar: För någon under nästföregående kalenderår i tryck utgiven översättning till svenska av något förträffligt utländskt arbete inom litteraturens, industrins eller vetenskapens områden eller av någon särdeles utmärkt undervisningsbok för ungdomen.
- Lindbomska belöningen: För något arbete av särskild betydelse inom kemi eller fysik.
- Lovénmedaljen: För i tryck utgivet synnerligen förtjänstfullt arbete inom den zoologiska vetenskapen.
- Naturskyddsmedaljen (H Ax:son Johnson): För förtjänster om naturskyddet.
- Rolf Schockprisen: En pristagare i logik och filosofi och en i matematik.
- Sparreska priset: För belöning av vetenskapligt arbete av utmärkt förtjänst, utfört av forskare som ej uppnått tjugofem års ålder.
- Strömer-Ferrnerska belöningen: Som belöning åt en svensk medborgare, vilken utfört framstående vetenskapligt arbete inom första eller andra klassens ämnesområde.
- Söderbergska priset: Utdelas vartannat år inom ekonomi eller rättsvetenskap och vartannat år inom medicin till minne av Ragnar och Torsten Söderberg.
- Söderströmska medaljen i guld: Belöning för utfört förtjänstfullt arbete på det nationalekonomiska området.
- Tage Erlanders pris i naturvetenskap och teknik: För att stödja svensk forskning inom naturvetenskap och teknik samt för att hedra statsminister Tage Erlanders minne. Sedan år 2009 delas priset även ut inom matematik.
- Tobias Priset: Tobiasstiftelsens pris och forskningsanslag med syfte att ge pristagare förutsättningar att bedriva högklassig forskning kring problem av betydelse för cellterapi vid hematologiska (blodrelaterade) sjukdomar.
- Wahlbergska minnesmedaljen i guld: Belöning åt personer, i främsta rummet svenskar, som på ett utmärkt sätt främjat de naturhistoriska vetenskaperna.
- Wallmarkska priset: Belöning för rön eller uppfinning som i någon märkligare mån befordrar vetenskapernas och näringarnas framsteg. Vetenskaper som därvid kan komma i fråga är matematik, astronomi, tillämpad mekanik, fysik, kemi, mineralogi och teknologi.

## Lista över ständiga sekreterare

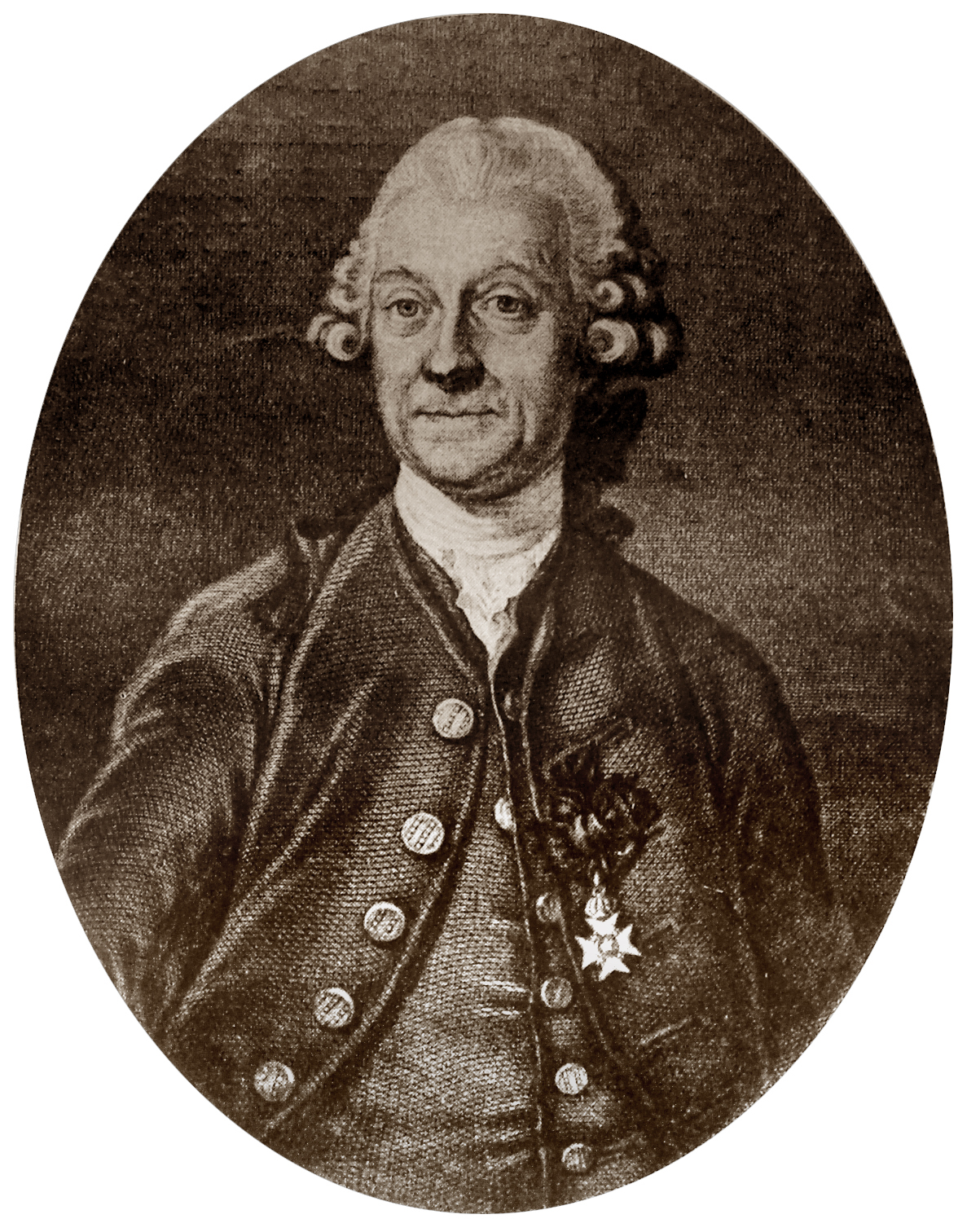
Pehr Wilhelm Wargentin, ständig sekreterare 1749–1783

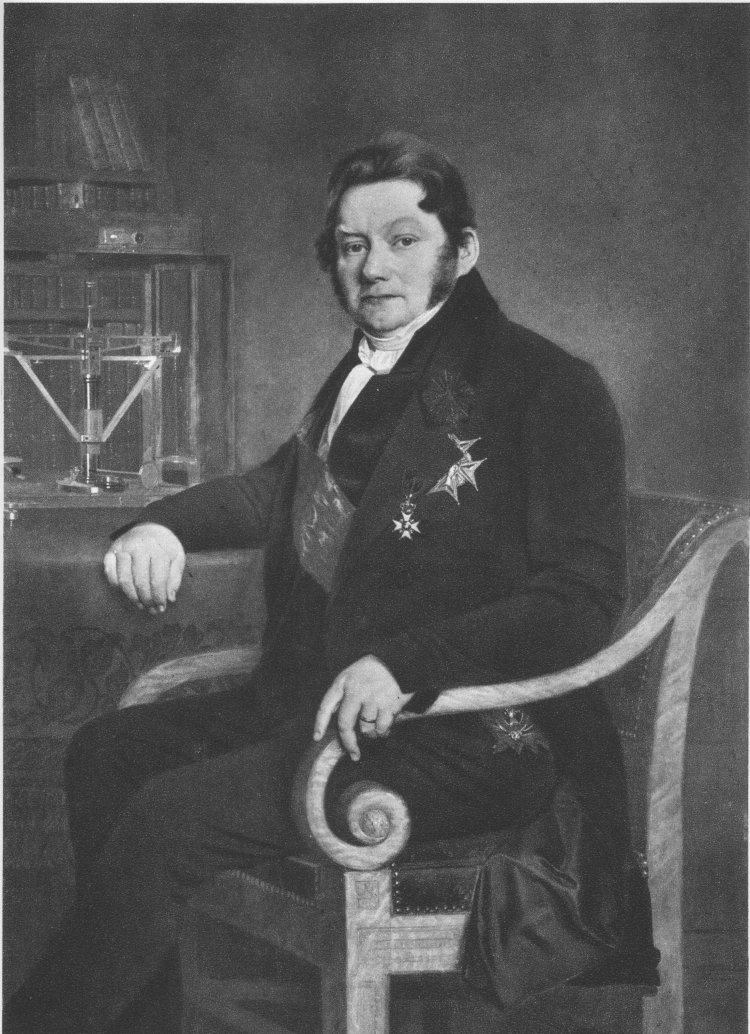
Berzelius, ständig sekreterare 1818–1848

Följande personer har varit ständiga sekreterare för Vetenskapsakademien:
- Anders Johan von Höpken, 1739–1740, 1740–1741
- Augustin Ehrensvärd, april–juni 1740
- Jacob Faggot, 1741–1744
- Pehr Elvius, 1744–1749
- Pehr Wilhelm Wargentin, 1749–1783
- Johan Carl Wilcke och Henric Nicander, 1784–1796
- Daniel Melanderhjelm och Henric Nicander, 1796–1803
- Jöns Svanberg och Carl Gustaf Sjöstén 1803–1808; Sjöstén avsattes 1808 för "försumlighet"[16]
- Jöns Svanberg, 1809–1811
- Olof Swartz, 1811–1818
- Jacob Berzelius, 1818–1848
- Peter Fredrik Wahlberg, 1848–1866
- Georg Lindhagen, 1866–1901
- Christopher Aurivillius, 1901–1923
- Henrik Söderbaum, 1923–1933
- Henning Pleijel, 1933–1943
- Arne Westgren, 1943–1959
- Erik Rudberg, 1959–1972
- Carl Gustaf Bernhard, 1973–1980
- Tord Ganelius, 1981–1989
- Carl-Olof Jacobson, 1989–1997
- Erling Norrby, 1997–30 juni 2003
- Gunnar Öquist, 1 juli 2003–30 juni 2010
- Staffan Normark, 1 juli 2010–30 juni 2015
- Göran K. Hansson, 1 juli 2015–2021
- Hans Ellegren (sittande), 2021-